# شارل فرانسوا دو سیسترنی دو فی
شارل فرانسوا دو سیسترنی دو فی (انگلیسی: Charles François de Cisternay du Fay؛ ۱۴ سپتامبر ۱۶۹۸ – ۱۶ ژوئیهٔ ۱۷۳۹)  شیمی دان اهل فرانسه . 